# غريس لي بوغز
غريس لي بوغز (27 يونيو 1915-5 أكتوبر 2015) هي مؤلفة وناشطة اجتماعية وفيلسوفة ونسوية أمريكية. عُرفت بوغز بسنوات تعاونها السياسي مع س. ل. ر. جيمس ورايا دونافيسكايا في أربعينيات وخمسينيات القرن العشرين. في ستينيات القرن العشرين، اتخذت هي وجيمس بوغز، زوجها منذ حوالي أربعين عامًا، توجههما السياسي الخاص. بحلول عام 1998، كتبت أربعة كتب، بما في ذلك سيرتها الشخصية. في عام 2011، كانت لا تزال نشطة في سن 95، كتبت كتابًا خامسًا بعنوان الثورة الأمريكي القادمة: النشاطية المستدامة للقرن الحادي والعشرين مع سكوت كوراشيغ ونشرته مطبعة جامعة كاليفورنيا. تعتبر شخصية رئيسية في الحركة الآسيوية الأمريكية.

## العائلة والطفولة

### النشأة والتعليم
ولدت بوغز في 27 يونيو 1915 في بروفيدنس، رود آيلاند، فوق مطعم والدها. كان اسمها الصيني هو يو بينغ ويعني سلام جيد. كانت ابنة تشين لي (1870-1965) وزوجته الثانية، يين لان نغ، التي أصبحت نموذجًا نسويًا مبكرًا لبوغز. كان والداها في الأصل من تايشان بمقاطعة غوانغدونغ في عهد أسرة تشينغ الصينية. ولد والدها تشين لي باسم تشين دونغ غون (تشين هو اسم عائلته). بعد أن هاجر من الصين إلى مدينة سياتل الأمريكية عام 1911، أخذ اسم تشين لي، وكان اسم العائلة في البداية تشين لي قبل اختصاره إلى لي فقط.
لم تكن زوجة لي الأولى قادرة على إنجاب الأبناء وتركها من أجل امرأة أصغر سنًا. ولدت يين لان في عائلة نغ التي كانت فقيرة لدرجة أن عمها باع يين للعبودية، لكنها هربت. رتب هذا العم نفسه زواج والدي بوغز. هاجر والدها مع زوجته الثانية إلى الولايات المتحدة، ووصل إلى سياتل بواشنطن عام 1911.
كان لبوغز خمسة أشقاء: كاثرين وإدوارد (مواليد 1920) وفيليب وروبرت وهاري (مواليد 1918).

### التعليم
في منحة دراسية، ذهبت بوغز للدراسة في كلية بارنارد، إذ قالت إنها تأثرت من خلال الأستاذ بول فايس، بكتابات كانط وهيغل. تخرجت عام 1935، ثم في عام 1940 حصلت على درجة الدكتوراه في الفلسفة من كلية برين ماور، حيث كتبت أطروحتها عن جورج هربرت ميد.

### الزواج والزمالة مع جيمس بوغز
في عام 1953، تزوجت غريس لي بوجز من جيمس بوغز، وهو ناشط ومنظم بارز. تزوجا لمدة 40 عامًا حتى وفاة جيمس بوغز عام 1993. لقد بنوا معًا شراكةً دائمة كانت في آن واحد زوجية وفكرية وسياسية. لقد كانت شراكة حقيقية بين أنداد، ومميزة ليس فقط للشراكة الفريدة أو استمراريتها طول العمر، ولكن أيضًا لقدرتها على التوليد المستمر للتفكير النظري وأنماط مشاركة الناشطين.
ساهم كل من غريس لي بوغز وجيمس بوغز في تأسيس المنظمة الوطنية للثورة الأمريكية، والتي نشرت، من بين أمور أخرى، الأدب النشاطي.

## مسيرتها المهنية
في مواجهة حواجز كبيرة في العالم الأكاديمي في أربعينيات القرن العشرين، حصلت على وظيفة منخفضة الأجر في مكتبة الفلسفة بجامعة شيكاغو. نتيجة لنشاطهم في مجال حقوق المستأجرين، انضمت إلى حزب العمال اليساري، والمعروف بموقفه من المعسكر الثالث فيما يتعلق بالاتحاد السوفيتي، والذي اعتبره بيروقراطيًا جمعيًا. في هذه المرحلة، بدأت المسار الذي ستتبعه لبقية حياتها؛ التركيز على النضالات في المجتمع الأفريقي الأمريكي.